# Aquí s'acaba el que es donava
Aquí s'acaba el que es Donava es el título del segundo álbum del cantautor catalán Albert Pla.
Fue publicado en 1990 por la discográfica PDI. La letra y música de todas las canciones fueron compuestas por el propio Albert Pla excepto la de la canción que cerraba el disco, El capellà del poble, obra de Albert Viaplana.
Todas las canciones están escritas en catalán, las letras de este segundo álbum de estudio de A.Plà resultaron menos polémicas que las de su primer álbum Ho sento molt. Canciones como Historia del 600 La caixa de música o El quarto dels trastos nos muestran una vez más la gran flexibilidad artística del cantautor catalán, inmersas en una música ingeniosa, las letras de estas composiciones toman la forma de una poesía sencillamente sofisticada y hermosa.     

## Lista de canciones
1. Història del 600 (06:33)
2. L'Eva i l'Eugeni (02:44)
3. Sexy (05:01)
4. La caixa de música (03:49)
5. La fàbrica crema (03:24)
6. El quarto dels trastos (05:50)
7. La gran cascada (03:50)
8. La barricada de Santpaucentdeu (03:50)
9. El capellà del poble (04:10)